# Sibylle d'Anhalt
Sibylle d'Anhalt (28 septembre 1564 – 26 octobre 1614) est une princesse d'Anhalt qui devient duchesse de Wurtemberg par son mariage avec Frédéric Ier. Elle est la quatrième fille de Joachim-Ernest d'Anhalt (1536-1586), et de sa première épouse Agnès, fille de Wolfgang Ier, comte de Barby-Mühlingen.

## Biographie
Sibylle est née à Bernbourg en 1564. En 1577, sa sœur aînée Anne-Marie d'Anhalt est démise de son poste d'abbesse à l'Abbaye impériale de Gernrode et Frose pour se marier avec Joachim-Frédéric de Brzeg, fils aîné et héritier de Georges II de Brzeg. Sous la pression de son père, le Chapitre élit Sibylle pour la remplacer. Elle est confirmée dans ses fonctions par l'empereur Rodolphe II. Au cours de son règne comme abbesse la seule trace de ses activités provient d'un document dans lequel elle investit la veuve de Stefan Molitor (la première surintendante évangélique de l'abbaye), d'un fief.
En 1581, Sibylle est relevée de son poste pour se marier avec Frédéric, comte de Montbéliard et héritier présomptif du Duché de Wurtemberg. Le mariage est arrangé par sa belle-mère, Éléonore de Wurtemberg. et a lieu à Stuttgart le 22 mai de la même année. Sa jeune demi-sœur Agnès Hedwige (plus tard duchesse de Schleswig-Holstein-Sonderbourg) la remplace.
Âgée de seulement seize ans au moment de son mariage, Sibylle a quinze enfants pendant les quinze premières années de son mariage. Cependant, elle n'a pas joué un rôle de premier plan dans la vie de la cour ni eu une quelconque influence sur son mari ; la fidélité conjugale n'est pas compatible avec son point de vue sur les prérogatives d'un monarque absolutiste. Après la naissance de leur dernier enfant, le couple vit pratiquement séparé. Lors de ses fréquents voyages en France, Italie et Angleterre, Frédéric n’emmène pas Sybille avec lui. Il succède à son père en tant que duc de Wurtemberg en 1593.
Sibylle est soucieuse d'étendre ses connaissances en botanique et en chimie. Pour masquer son intérêt pour la douteuse discipline de l'alchimie, elle explique ses collectes de plantes par la production de médicaments pour les pauvres. En tant que conseillère scientifique, elle nomme Helena Magenbuch, fille de Johann Magenbuch, médecin personnel de Martin Luther et de l'Empereur Charles Quint. Helena Magenbuch reçoit le titre de pharmacienne de la cour de Wurtemberg. En 1606/1607, Maria Andreae reprend ce poste.
Après la mort de son mari en 1608, Sibylle se retire à Leonberg, où elle commande à l'architecte Heinrich Schickhardt la rénovation du château de Leonberg et la création de la célèbre Pomeranzengarten (Orangerie) de style Renaissance. En 1609 Schickhardt construit une maison au bord d'un lac non loin de Leonberg (Seehaus Leonberg) qui est utilisée comme un pavillon de chasse. Sibylle mourut à Leonberg en 1614.

## Descendance
Avec Frédéric Ier, elle a quinze enfants dont six morts dans l'enfance :
- Jean-Frédéric (5 mai 1582 – 18 juillet 1628), duc de Wurtemberg ;
- Georges-Frédéric (1583-1591) ;
- Sibylle-Élisabeth de Wurtemberg (10 avril 1584 – 20 janvier 1606), épouse en 1604 l'électeur Jean-Georges Ier de Saxe ;
- Élisabeth (1585-1585) ;
- Louis-Frédéric (29 janvier 1586 – 26 janvier 1631), duc de Wurtemberg-Montbéliard ;
- Joachim-Frédéric (1587-1587) ;
- Jules-Frédéric de Wurtemberg-Weiltingen (3 juin 1588 – 25 avril 1635), duc de Wurtemberg-Juliusbourg ;
- Philippe-Frédéric (1589-1589) ;
- Ève-Christine (1590-1657), épouse en 1610 le duc Jean-Georges de Brandebourg-Jägerndorf ;
- Frédéric-Achille de Wurtemberg-Neuenstadt (1591-1630), duc de Wurtemberg-Neuenstadt ;
- Agnès (1592-1629), épouse en 1620 le prince François-Jules de Saxe-Lauenbourg ;
- Barbara de Wurtemberg (1593-1627), épouse en 1616 le margrave Frédéric V de Bade-Durlach ;
- Magnus de Wurtemberg-Neuenbourg (2 décembre 1594 – 6 mai 1622), duc de Wurtemberg-Neuenbourg, tué à la bataille de Wimpfen ;
- Auguste (1596-1596) ;
- Anne (1597-1650).